# リベロ革命!!
『リベロ革命!!』（リベロれぼりゅーしょん）は、田中モトユキによるバレーボール漫画作品。『週刊少年サンデー』（小学館）において、2000年4号より2002年18号まで連載された。全111話、全13巻。主人公のモデルは日本代表で活躍した西村晃一。

## あらすじ
背は低いがバレーボールの実力は一流の幹本要は、名門藤原学園のスカウトを受けるが、レシーブ専門のポジションリベロでのスカウトであることを知り話を蹴る。さらに背の低い要のレシーブ以外の実力を認めない藤原学園を倒すために、藤原学園に次ぐ実力を持つとされる私立青海高校に入学する。
だが、そこで要が見たものは、砂浜にネットを立てただけというあまりにも貧弱な施設とやる気のない部員達。さらに、藤原学園に次ぐ実力を持っていたのは実は“県立”青海商業高校で、“私立”青海高校のバレー部は万年1回戦負けの超弱小校であることを知らされ、要は愕然とする。
しかし、それでも打倒藤原学園を諦めない要の姿に、当初はやる気がなかった部員達も影響を受け、猛練習に励む……。

## 登場人物

### 青海高校
男子部は、要が入部するまでは、5年連続1回戦敗退の弱小チームだった。しかし、要が加わったことがきっかけでチームメイトが勝つ喜びと負ける悔しさを知って本気で努力する様になり、後に3年生が抜けた後の新チームでは、練習内容も雰囲気もガラリと変わり、いつしか県内の強豪で高校日本一のチームでもある藤原学園に匹敵するほどの強豪に成長する。
一方、女子部は前からの強豪であるが、県内王者である多田浜女子高校に幾度となくその座を阻まれている。
幹本要（みきもと かなめ）
本作の主人公で、「打倒・藤原学園」を目指す熱血直情少年。先輩に対しても生意気とも取れるぐらい歯に衣着せない言動が多いが、筋が通っており、いかに自他共に厳しく、本気でバレーボールを愛し、常に真剣に取り組んでいるのかが窺える。それはママさんバレーチームの八隅クラブを通して、競技指導者としての手腕も発揮するほどである。また、精神力が極めて強く、前向きな態度で周りを引っ張るチームの精神的主柱である。その為、落ち込んでも自分で立ち直るタイプである。どんな状況でも活路を見出し、諦めずに進む姿はチームメイトはもちろん、相手チームの選手(神成や矢野)にも力を与える。青海高校1年生で背番号6。中学時代はセッター対角（いわゆる「スーパーエース」）で、159cmという身長ながらずば抜けた跳躍力を持ち、高い打点を誇る。藤原でリベロとしてスカウトされるが、リベロはレシーブしかできないという理由でスカウトを蹴る。その後、進路指導の先生が青海商業と間違えた事が原因で青海高校に入学する。青海高でも途中まではセッター対角としてレシーブも積極的に拾い孤軍奮闘気味の活躍をするが、新チームの編成で「このチームで勝つため」の最善の策として自らがリベロになることを決意する。「未来が見えているのでは？」と思わせるほどの洞察力を持ち、試合の勝敗を察知したり、常軌を逸したスーパープレーをやってみせる。藤原にスカウトされる直前に高所から転落した赤ん坊をキャッチして救助、『赤ちゃんレシーブ』という記事で新聞に載った事がある。誕生日は1月3日で、血液型はA型。栄次という名前の弟がいる。
なお、田中モトユキの後の作品「最強!都立あおい坂高校野球部」第154話中に、日本代表のリベロに選出されたと思われる新聞記事が掲載されている。
小沢俊彦（おざわ としひこ）
青海高校2年生で背番号4。ポジションはレフト。身長180cm。ニックネームは「トシ」。赤く染めた髪の毛が特徴で、不器用な性格で精神的に脆い面がある。その為、他のチームメイトとの衝突や試合中に調子を崩す等トラブルメーカー的存在でもある。ある意味、最も要に影響を受けて成長する役回りの人物(見方を変えると、先輩としての威厳が最も無い)。中学時代はエースだったが、とある出来事で一時期バレーボールを諦めかけていた。しかし、要からの檄で奮起し、新チームでは要に代わりエースとなる。なお、息子同様に言動が原因で周りの顰蹙を買う髪の薄い父親がいる。
羽生透（はぶ とおる）
青海高校2年生で背番号5。ポジションはレフト。身長179cm。女好きのお調子者で、一度勢いに乗ると立て続けにポイントを取ることも。当初はバレーに対してそれほど熱心ではなかったが、要の影響を受けてから急成長を遂げ、小沢と共に攻撃の中心を担う。意外と芯の強い性格で小沢と違って問題を起こさなかった。むしろ、そういった場面で奮起し、後輩である一馬を引っ張ってチームを支えようとする頼もしい面がある。インターハイでの要のスーパープレーを観て触発されたことを契機に、ジャンプサーブが得意になっていく。
沖田総一郎（おきた そういちろう）
青海高校2年生で背番号2。ポジションはセンター。身長184cm。一部の女生徒達からは「総サマ」と呼ばれる。小沢とは中学時代からの同級生。自惚れ屋のナルシストだったが、要の入部以来努力する事の大切さを学び、次第に熱血キャラに変貌を遂げる。3年生退部後の新キャプテンに任命され気合を入れて坊主頭になる。
金子正起（かねこ まさき）
青海高校3年生で背番号1。ポジションはセンター。身長187cm。要が入部した当時のキャプテン。年齢不相応なまでに老け顔で、周囲からは「オッサン」と呼ばれる。要と親子の振りをして相手校の偵察に行った事がある。女子部の深見曰く、元々は真面目なプレイヤーだったが、環境に負けてしまい、不真面目になってしまったが、要の入部で元に戻ったらしい。両親は息子と違って若く見えるタイプである。学業の成績は学年でトップクラスらしい。
円博士（まどか ひろし）
青海高校3年生で背番号3。ポジションはセッター。身長175cm。ニックネームは「メガネ君」。要が入部した当時の副キャプテン。ジャンクフードが大好き。大杉の言動で落ち込んだ要を立ち直らせ、彼が本格的に奮起する切っ掛けを作った初期の要にとってある意味で最も重要な役回りの人物である。
先輩だが要に引っ張られるイメージが強い部員達の中で黒木貴志を勧誘している最中の要にアドバイスをしたり、ママさんバレー編で岸本の妨害から要達を助けたりと先輩らしい活躍が多い。父親と花山薫の夫（岸本の恩師）が付き合いが有り、互いに顔見知りである。
宮森一馬（みやもり かずま）
青海高校1年生で背番号8。ポジションはセンター。188cmの長身で、性格は穏やか。中学時代は長身にもかかわらず控えで、青海高校でも「楽しくバレーができればいい」という理由で入部したが、要に触発され猛練習に励むようになる。いづみという名前の3歳下の妹がいる。
黒木貴志（くろき たかし）
青海高校2年生で背番号1。ポジションはセッター。身長182cm。ニックネームは「タカ」。寡黙で知性的だが、攻撃的で我の強い性格。東京出身だが、父親の仕事の都合で2年次より青海高校に編入。1年の頃はバレーの名門校・西唱高校のレギュラーだったが、ある出来事がきっかけで退部を余儀なくされる。青海高校入学後もバレーからあえて距離を置くが、要と出会い再起を決意する。入部後は弟と共にダブルセッターとして活躍する。セッターが本職でありながら、エースであるトシが驚くほどにアタッカーとしての才能も兼ね備えている。諸積がコーチに就任するまで練習面でチームを引っ張る役回りだった。名前の由来は、元千葉ロッテマリーンズの黒木知宏。
黒木康志（くろき やすし）
青海高校1年生で背番号3。ポジションはセッター。身長180cm。黒木貴志の弟。ニックネームは「ヤス」。兄とは対照的に大人しい性格。転校前は進学校に通っていた。高い素質を持ちながらもバレーをやろうとしない兄・貴志に対して複雑な感情を抱いていたが、兄の入部に伴い打ち解ける。
篠原舞子（しのはら まいこ）
本作のメインヒロイン。青海高校女子バレー部1年生で背番号4。ポジションはレフト。身長180cm。誕生日は12月3日で、血液型はB型。ニックネームは「イコ」（間が抜けていることから、名前の「まいこ」から「ま」を取ったもの）。性格は天然だがバレーの実力は確かで、日本代表候補に挙げられるなど将来を嘱望されている女子バレー部のエース。劇中の序盤は要に対して反感を持っていたが、次第に前向きで懸命な姿に心を魅かれ、好意を持つようになる。比較的美人と言える顔と巨乳(バスト95のFカップ)の持ち主な為、男性の関心を引くタイプである。
小坂遼子（こさか りょうこ）
青海高校女子バレー部2年生で背番号1。ポジションはセッター。身長168cm。バスト90のCカップ。誕生日は4月20日で、血液型はA型。女子バレー部の新キャプテン。部員達の将来を第一に考えて行動するキャプテンで、部員達からも全幅の信頼を寄せられている。当初、プレッシャーから男子部やキャプテンの沖田に辛辣な態度を取ったが、自分の悩みを感じ取り、思い遣りを持って誠実に接してくれた要に心を許すようになる。それが男子バレー部と女子バレー部の関係の改善の切っ掛けとなる。男子部と打ち解けた後は沖田の相談に乗ってアドバイスをしたりしている。名前の由来は、元千葉ロッテマリーンズの小坂誠。
美雪（みゆき）
青海高校女子バレー部のレギュラーで、ポジションはリベロ。背番号は7。苗字は不明。ショートカットで小柄。青海高女子IDバレーの中核を担う存在。要の事でイコをからかう事が多いが、自分も周囲に要との仲を勘繰られる事がある。
智恵（ともえ）
青海高校女子バレー部のレギュラーで、ポジションはレフト。背番号は2。苗字は不明。美雪と同様に要の事でイコをからかっている。
深見（ふかみ）
青海高校3年。要が入部した当時の女子バレー部キャプテン。弱くてやる気もない男子バレー部を軽んじていたが、要入部後の男子バレー部の変貌ぶりを目の当たりにして一定の理解を示すようになる。金子に対して特別な感情を抱いているのか、彼のいい加減な態度に怒鳴りつけて説教をしたり、真面目に練習をする彼の姿を見て嬉しそうな顔を見せる。
岸本徳男（きしもと のりお）
青海高校生活指導教諭。要達からは「岸本（きしも）っちゃん」と呼ばれている。思い込みが激しく熱意が空回りにしてしまう事が多いタイプ。独身で年齢43歳前後(本人談教師歴20年)。当初は誤解から要の存在を快く思っておらず、それ故に要とは互いに最初の印象も悪かったが、後に男子バレー部顧問に就任して以降は親身になって接したこともあり、要と打ち解けることになる。PC-8801時代から慣れ親しんだパソコンの技術を駆使し、要の同意もあってチームにIDバレーの導入を図ろうとした。一方で、諸積のコーチ就任までは実質的な指揮を執ることもあった。なお、ママさんバレーの薫さん（後述）の夫は小学校時代の恩師で、現在でも頭が上がらない。
諸積直子（もろづみ なおこ）
青海高校バレー部コーチ。元実業団の選手である経歴を持つが、およそバレー部のコーチとは思えない派手な服装と化粧が特徴で、尚且つ、ぶしつけで無神経で無鉄砲な性格の為に、当初は男女各々の部員たちから指導者としての手腕を疑問視されていた。しかし、面倒見の良く優しい心根から人望は厚く、熱意と押しの強さで男子バレー部を引っ張る。指導者としてはかなり厳しい練習を課す一方で、ネガティブなる陥る部員たちを奮起させるため無茶な遠征を突発的に始めるなど極端な行動を取ったりもする。水商売をしている姉がいる。名前の由来は、元千葉ロッテマリーンズの諸積兼司。

### 藤原学園高校
高校バレー界全国屈指の強豪校。全国大会の優勝経験も豊富で、練習試合ではあるがVリーグのチームに勝ったこともある。
神成称（かなり しょう）
藤原学園高校1年。ポジションはリベロ。背番号は7。身長183cm。誕生日は4月26日で、血液型はAB型。要の最大のライバル。大杉監督の熱烈なスカウトを受け藤原学園に入学後、リベロに転向し才能が開花。中学時代に壮絶な過去を背負ってから感情を表に出さないようになるが、インターハイ予選で要率いる青海高校と対戦し、要と青海の懸命な姿に再び闘争心を呼び起こされる。要に対してライバル心と同時に敬愛の念を抱いており、生き甲斐と言っていい程の思い入れを持っている。その無表情さからチームで浮いていたが、要との出会いで比較的に感情を表に出す様になった。アタッカーとしても相当の実力を持っている。
秋季新人大会では、大杉の長女を庇った事が原因で肩に怪我をした状態で参加する。
江口剣介（えぐち けんすけ）
藤原学園高校2年。ポジションはレフト。背番号は3。身長192cm。強烈なスパイクを持つ藤原学園のエースアタッカー。叩き上げでエースになった経緯の為にプライドは高く、藤原のスカウトを蹴った要を目の仇にしている。後輩である神成のやり方に反発して青海高に1セット取られるぐらいに戦況を悪化させてしまうが、その1セット取られた事を受け神成と和解して以降は彼の理解者の一人となり、藤原を勝利に導いた。
インターハイ予選で1セット取られたのを「試合に勝ったが、自分は勝負に負けた」と自身を評しており、秋季新人大会では要と青海高に対して雪辱に燃えている。
福浦篤史（ふくうら あつし）
藤原学園高校1年。ニックネームは「フク」。ポジションはセッター。背番号は6。身長182cm。意外性に富むトス回しが持ち味で、突拍子もない行動と発言を行うチームの問題児。神成と会話している事が多い。未来が見えているかのようなスーパープレーを見せるアスリートを「TYPE-X（タイプ・エックス）」と勝手に呼んでおり、要のプレーを見てそのTYPE-Xであると確信し、要を「TYPE-Xちゃん」と呼んで関心を抱く。インターハイで頭角を現した為、予選では登場しない。江口本人同様にインターハイ予選で青海に1セット取られたのを彼の責任だと思っている。名前の由来は、千葉ロッテマリーンズの福浦和也と元千葉ロッテマリーンズの吉田篤史。
大杉平次（おおすぎ へいじ）
藤原学園高校バレー部監督。素質ある選手達をまとめ上げる高校バレー界の名将。プライドが相応に高く気性の激しい面も持っているが、度量の広く人情味の溢れる好漢。神成の才能に惚れ込み、彼を自宅に住み込ませている。劇中で要にリベロとしての才能を見出した最初の人物であり、中学時代の要のプレーを観てスカウトした。その後、藤原学園の練習見学に訪れた要が江口の強烈なスパイクを初見で上げてみせたことで確信を持ち、改めて要をリベロとしてスカウトするも蹴られてしまう。それ故に彼を憎むことになるが、新人戦と春高バレー県予選の2大会を通じ且つ神成との熱い接戦を繰り広げているのを見て、要を好敵手として、そして、改めてその才能を認めるようになっていく。弥生と歓奈という二人の娘がいる。

### 多田浜女子高校
県内一の女子バレー強豪校で、青海女子バレー部の全国大会出場をことごとく阻んできた。国体で優勝したこともある。
橋本芽依（はしもと めい）
多田浜女子高校1年。ポジションはレフト。背番号は4。高校1年にして日本代表入りも噂される超高校級アタッカー。名前の由来は元千葉ロッテマリーンズの橋本将と元千葉ロッテマリーンズのデリック・メイ。
鏑木理沙（かぶらぎ りさ）
多田浜女子高校2年。ポジションはセッター。背番号は1。同い年で同ポジションの遼子を強烈にライバル視しているが、それはアンダーカテゴリーでの日本代表チームのセッターの1番手に県大会で倒した相手である遼子が当初選ばれた為であった。顔つきと性格がきつめでナルシストな面がある。プライドが高く、カッカしやすい性格でもある。

### 萩岡高校
物語序盤、青海高校との練習試合での対戦相手。県内でも2、3回戦止まりの実力だが、このチームを相手に善戦した事で青海高校は自信を深めていく。
木島誠（きじま まこと）
萩岡高校2年。小沢と沖田とは中学時代の同級生で、同じバレー部だった。小沢とは浅からぬ因縁がある。実力は中学時代は未熟だったが、高校に入ってから練習を積み重ねて自信をつけてきた。

### 岩間工業高校
インターハイ予選2回戦での対戦相手。
矢野（やの）
岩間工業高校バレー部のレギュラーで、ポジションはセッター。背番号は2。チームの中心で、県内ではそれなりに名の通った選手。対戦前は青海を舐めていたが、敗北後は要及び青海の実力の高さを認め、要のファンと言っていい存在になる。山本や神成同様に要のファインプレーを自分の事のように喜ぶ。

### 塔陽工業高校
秋季新人大会1回戦での対戦相手。ヒップホップやラップなどの音楽を好む選手が多く、レシーブ守備を捨てて、破壊力のあるサーブとスパイク、力で強引に押さえ込むブロックなどのパワープレイで点を奪う極端なチーム。
久村（ひさむら）
塔陽工業高校バレー部のレギュラー。背番号は4。ニックネームは「ヒサ」。髪型がドレッドヘアで、普通の会話もわざわざラップで行う珍妙な選手だが、スパイクは強烈。

### 豊原高校
秋季新人大会2回戦での対戦相手。小柄な選手ばかりだが、粘り強いバレーを展開する。岸本曰く「幹本が6人いるみたい」とのこと。
山本（やまもと）
豊原高校バレー部のレギュラー。背番号は6。インターハイ予選での藤原学園戦の要のプレーに心酔し、要の当時のプレースタイルを目標とするが、要がリベロに転向した事を知り、他のチームメイトに無理矢理にリベロにされたと思い込んで、彼らに対して攻撃的な態度を取る。要に対しては試合中でも、彼のファインプレーに対して感動を露わにする。

### 河徳高校
秋季新人大会で岩間工業高校を破ってベスト8に進出、青海高の準々決勝の対戦相手。
石井純（いしい じゅん）
河徳高校バレー部のレギュラーで、190cmを超える大柄な選手。背番号は2。当初はその巨体を持て余していたが、セッター・小野との秘密特訓で強烈なスパイクを身に付ける。ただし、気心の知れた小野以外とのコンビネーションはイマイチらしい。だが、チームメイトには「石井が打って負けるなら仕方が無い」と信頼されている。涙もろい性格。名前の由来は、元千葉ロッテマリーンズの石井浩郎。
小野恭生（おの きょうせい）
河徳高校バレー部のレギュラーで、ポジションはセッター。背番号は6。共に特訓を続けてきたエース・石井に全幅の信頼を置く。石井と同じく、他の選手とはコンビネーションが合わないらしい。名前の由来は、元千葉ロッテマリーンズの小野晋吾。

### 青海商業高校
青海高校と名前が似ているがこちらは“県立”。県内の高校バレー界では有力校の一つで、藤原学園を相手にセットを奪ったこともある。秋季新人大会準決勝で青海高校と対戦。
平井（ひらい）
青海商業高校バレー部のレギュラー。背番号は3。同じ「青海」の名を冠する“私立”青海高校を一方的に敵視し、しきりに挑発を繰り返すが、試合では終始圧倒され、最後はトシのスパイクを顔面に喰らって派手に吹っ飛ばされる。典型的なやられ役キャラ。名前の由来は、元千葉ロッテマリーンズの平井光親。

### ママさんバレー
高嶺あやめ（たかみね あやめ）
元全日本女子の名セッターで、現在は全日本の強化委員を務める。20年前は「ワイルド・セッター」（野性の司令塔）という異名を持っていた。ユースの選考でインターハイ予選に訪れた際に要のプレーを見てその才能に惚れ込み、以後要にママさんバレーチーム・八隅クラブの監督を任せたり、青海高校男子バレー部のコーチに諸積を紹介するなど、要および青海高校バレー部の面々に深く関わっていく。「運は強い人間にしか見えない」という持論を持っている。通称「あやっぺ」。なお、ママさんバレーではチーム湯川のセッターとして参加しており、太った姿になっても衰え知らずのトスワークで対戦相手の八隅クラブを翻弄し苦しめていく。
花山薫（はなやま かおる）
ママさんバレーチーム・八隅クラブのメンバー。レシーバーの一人でチーム最年長の48歳。背番号は2で、キャプテンを務める。小泊アタッカーズ戦で魅せた活躍は、要のリベロ転向を決意させるキッカケともなった。民生委員を務める夫を持ち、あやめとも旧知の仲。
江崎真紀（えざき まき）
ママさんバレーチーム・八隅クラブのメンバー。28歳。背番号は4。チーム一の長身で、元々はチームのエースアタッカーであったが、要の方針によりセッターに転向する。そして要に課された猛特訓の末、長身を活かした素早い正確なトスワークを身に付けることになる。当初、要に対して懐疑的だった分、メンバーの中で要に対する思い入れが最も強く、要のことを「監督」と呼んでいる。
若井紀子（わかい のりこ）
ママさんバレーチーム・八隅クラブのメンバー。アタッカーの一人。24歳。背番号は3。生後5ヶ月の長女を持つ若奥様。
渡瀬理香（わたせ りか）
ママさんバレーチーム・八隅クラブのメンバー。アタッカーの一人。30歳。背番号は1。5歳になる長男がいる。
日南子（ひなこ）
ママさんバレーチーム・八隅クラブのメンバー。レシーバーの一人。背番号は8。ラブホテルを経営する夫を持つ。
孫平（そん ぺい）
元中国女子代表チームのエースで、身長205cm。日本人男性と結婚して現在は日本に住んでおり、ママさんバレーチーム・小泊アタッカーズのメンバーとして八隅クラブの前に立ちはだかる。膝を壊して飛べないが、ママさんバレーのコートの高さが低いこともあり、飛べなくても支障なく強烈なスパイクを高い打点で放つことが出来る。
柴田浪子（しばた なみこ）
元全日本女子の選手で、「伝説の名レシーバー」と言われている名選手。あやめと共に、ママさんバレーチーム・チーム湯川の一員として八隅クラブの前に立ちはだかる。会話の最中に突然英語を使うのが特徴。通称「柴っちゃん」。諸積が恐れる先輩でもあり、彼女が余計なことを言う度に頭を叩くなどしてツッコミを入れている。